# Neerlandia (automerk)
Neerlandia was een Nederlands automerk.
Jac. Gerardus ofwel Koos Aarts (soms is zijn naam geschreven als Aerts) claimde de eerste autofabrikant in Nederland te zijn. Dit is niet helemaal juist, Eysink was hem voor.
In 1899 gaf Aarts als beroep autofabrikant op, hoewel hij slechts één auto had gemaakt. Hierin zat een Belgische (Minerva) motor, die vrij snel de geest gaf. Daarom besloot Aarts een eigen motor te maken. Hij bracht al snel een luxe brochure uit met ontwerptekeningen van de modellen auto's in zijn gedachte productieprogramma. Onder het registratienummer 161 was eind 1900 in ieder geval één Aarts bekend. Mogelijk heeft een ander Aartsproduct, een omnibus, dienst gedaan op de lijndienst Waspik-Dongen-Rijen. Aarts zou in 1900 ook op de RI (voorloper van de RAI) vertegenwoordigd zijn, maar daar kwam het niet van.